# Medaille voor het Zilveren Jubileum van Sultan Sir Khalifa bin Harub van Zanzibar
De Medaille voor het Zilveren Jubileum van Sultan Sir Khalifa bin Harub van Zanzibar werd op 9 januari 1937 ingesteld om de viering van het 25-jarig jubileum van de Sultan luister bij te zetten.
Op de voorzijde staat een portret van Sultan Khalifa bin Harub binnen een Arabisch rondschrift en de jaartallen "1911 - 1936". De moslim vorst koos dus voor een vermelding van de christelijke kalender.
De ronde medaille wordt aan een purperrood lint met twee brede parelgrijze biesen en twee smalle parelgrijze meddenstrepen op de linkerborst gedragen.
De onderscheidingen van het Sultanaat Zanzibar tussen 1875 en 1964.

Orde van de Onafhankelijkheid ·
Orde van de Lovenswaardigen ·
Orde van de Verhevenen ·
Orde van het Verheven Portret ·
Orde van de Stralende Ster ·
Campagnemedaille ·
Medaille van de Regering ·
Medaille van Verdienste ·
Medaille voor het Zilveren Jubileum

Zie ook: Ridderorden in Zanzibar